# Schistostege praeclara
Schistostege praeclara là một loài bướm đêm trong họ Geometridae.